# Siorac-en-Périgord
Siorac-en-Périgord là một xã, nằm ở tỉnh Dordogne vùng Aquitaine của Pháp. Xã này có diện tích 11,77 km², dân số năm 2008 là 1005 người. Xã nằm ở khu vực có độ cao trung bình m trên 60 mực nước biển.

## Hành chính
| Danh sách các xã trưởng                |             |                   |      |         |
| Giai đoạn                              | Giai đoạn   | Tên               | Đảng | Tư cách |
| 1995                                   | đương nhiệm | Jean-Pierre Riehl | PS   | bác sĩ  |
| Tất cả các dữ liệu trước đây không rõ. |             |                   |      |         |

## Thông tin nhân khẩu
| Năm    | 1962 | 1968 | 1975 | 1982 | 1990 | 1999 | 2008  |
| ------ | ---- | ---- | ---- | ---- | ---- | ---- | ----- |
| Dân số | 807  | 784  | 793  | 863  | 904  | 893  | 1 005 |